# The Lost Generation
The Lost Generation to drugi studyjny album amerykańskiego rapera Shyheima wydany 28 maja 1996 roku nakładem wytwórni Noo Trybe Records.

## Lista utworów
Opracowano na podstawie źródła
| #  | Tytuł                         | Gościnnie                                                                   | Producent                                   | Sample                                                | Czas |
| -- | ----------------------------- | --------------------------------------------------------------------------- | ------------------------------------------- | ----------------------------------------------------- | ---- |
| 1  | Shit Iz Real                  |                                                                             | RNS                                         | - "Closer Than Friends" w wykonaniu Surface           | 4:04 |
| 2  | Dear God                      | - June Luva - Pop Da Brown Horne                                            | RNS                                         |                                                       | 4:24 |
| 3  | Jiggy Comin'                  |                                                                             | RNS                                         |                                                       | 3:46 |
| 4  | 5 Elements                    | - Down Low Recka - June Luva - Pop "The Brown Hornet" - Rubbabandz          | RNS                                         |                                                       | 4:22 |
| 5  | Shaolin Style                 | - Squig                                                                     | L.E.S.                                      | - "Settle for My Love" w wykonaniu Patrice'a Rushen'a | 3:46 |
| 6  | Real Bad Boys                 |                                                                             | RNS                                         |                                                       | 4:04 |
| 7  | What Makes the World Go Round | - Rubbabandz - Smoothe Da Hustler - Trigger Tha Gambler - D.V. Alias Khrist | DR Period                                   |                                                       | 5:18 |
| 8  | Can You Feel It?              |                                                                             | RNS                                         |                                                       | 3:07 |
| 9  | Life As A Shorty              |                                                                             | Tone Capone                                 |                                                       | 3:46 |
| 10 | Don't Front / Let's Chill     | - Keemeelah Williams - Lamisha Grinstead                                    | King Of Chill, Peter Lord, V. Jeffrey Smith |                                                       | 4:00 |
| 11 | Things What Happen            |                                                                             | RNS                                         |                                                       | 4:01 |
| 12 | See What I See                |                                                                             | DR Period                                   |                                                       | 3:06 |
| 13 | Still There                   |                                                                             | King Of Chill, Peter Lord, V. Jeffrey Smith |                                                       | 4:14 |
| 14 | Young Godz                    | - Killa Sin - Madman - 9th Prince - Raekwon - Rubbabandz                    | RZA                                         |                                                       | 5:08 |